# Răstoaca
Răstoaca è un comune della Romania di 2 461 abitanti, ubicato nel distretto di Vrancea, nella regione storica della Moldavia. 
Răstoaca è divenuto comune autonomo nel 2004, staccandosi dal comune di Milcovul.